# Lustrein
De Lustrein was de bijnaam van een treinserie van de Nederlandse Spoorwegen met ingang van de dienstregeling van 28 mei 1961. Door de inperking van de pauzetijd leidde de lustrein bij machinisten en conducteurs tot acties met tot gevolg dat de dienstuitvoering van het spoorwegbedrijf op grootschalige wijze voor lange tijd in de war liep.

## Context

### Wederopbouw
In de zestien jaar na het einde van de Tweede Wereldoorlog werd het spoorwegbedrijf wederopgebouwd. Er waren grootschalige herstellingen van verwoeste infrastructuur en materieel nodig. De Nederlandse Spoorwegen, maar ook de rest van Nederland, hadden er belang bij dat er een zeer terughoudende loonpolitiek plaatsvond. Zo kon Nederland op de snelste wijze herstellen van het oorlogsgeweld. In de verzuilde samenleving volgden de vakbonden de politiek.

### Sixties
In het begin van de jaren 60 was Nederland reeds grotendeels hersteld. De lonen in Nederland stegen, de koopkracht ging vooruit, onder meer door de toxopeusronde van 1963. Het personeel van de Nederlandse Spoorwegen bleef echter lange tijd achter. Het loon was laag en de werkweek was met 48 uur lang. Het personeel was het hier niet mee eens, maar kon weinig uithalen. Het toen nog militairistisch geregelde spoorwegbedrijf duldde geen inspraak. De verschillende verzuilde vakbonden hadden intussen een dusdanig hechte band met de NS-directie dat zij volgens sommigen meer de voet van de directie, dan het personeel handelden.

## Nieuwe dienstregeling
Een nieuwe dienstregeling met een ingangsdatum van 28 mei 1961 was voor het personeel de druppel die de emmer deed overlopen. Niet alleen kreeg het rijdend personeel al jaren onvoldoende loonsverhogingen, bij de met de nieuwe dienstregeling geïntroduceerde lustreinen werden bestaande privileges van het rijdend personeel als ruime pauzetijden sterk ingeperkt.

### De Lustrein
De lustreinen waren sneltreinen die elk uur doorgaand als sneltrein met rijtuigen en elektrische locomotieven gingen rijden over de volgende routes:
- Maastricht - Sittard - Roermond - Weert - Eindhoven - Tilburg - Breda - Dordrecht - Rotterdam - Delft - Den Haag - Leiden - Haarlem - Amsterdam - Utrecht - 's-Hertogenbosch - Eindhoven - Helmond - Venlo
- als hierboven, in de tegenovergestelde richting

In een redactioneel commentaar van De Waarheid wordt geschreven dat deze nieuwe dienstregeling nog meer inzet vergt van het personeel, waarbij wordt geschreven dat het personeel meer zou moeten ontvangen dan een onregelmatigheidstoeslag van enkele centen.

### Stiptheidsacties
Het spoorwegpersoneel uitte de onvrede met de verhoogde werkdruk met het houden van stipheidsacties. Als gevolg hiervan ontstonden grote vertragingen en vielen vele treinen uit. Een deel van de media richtte zich op de vertragingen en acherliggende oorzaken. Anderen ontkenden en wezen op doorgegeven vertraging uit Duitsland en gewenning.

## Gevolg
Het gevolg was de oprichting van een nieuwe onafhankelijke en pas in 1970 erkende spoorwegvakbond FSV, een stijging van het loon voor het personeel van de Nederlandse Spoorwegen en een ruimere dienstregeling.